# (33041) 1997 TG17
(33041) 1997 TG17 est un astéroïde de la ceinture principale d'astéroïdes découvert en 1997.

## Description
(33041) 1997 TG17 a été découvert le 6 octobre 1997 à l'observatoire de Nachikatsuura au Japon, par Yoshisada Shimizu et Takeshi Urata.

### Caractéristiques orbitales
L'orbite de cet astéroïde est caractérisée par un demi-grand axe de 2,54 ua, un périhélie de 1,98 ua, une excentricité de 0,22 et une inclinaison de 6,23° par rapport à l'écliptique. Du fait de ces caractéristiques, à savoir un demi-grand axe compris entre 2 et 3,2 ua et un périhélie supérieur à 1,666 ua, il est classé, selon la JPL Small-Body Database, comme objet de la ceinture principale d'astéroïdes.

### Caractéristiques physiques
(33041) 1997 TG17 a une magnitude absolue (H) de 14,7 et un albédo estimé à 0,055.